# إموري إس. لاند
إموري إس. لاند (بالإنجليزية: Emory S. Land) هو مهندس وضابط أمريكي، ولد في 8 يناير 1879 في كانون سيتي في الولايات المتحدة، وتوفي في 27 نوفمبر 1971.